# نرويجيان بريك أواي
نرويجيان بريك أواي (بالإنجليزية: Norwegian Breakaway)‏ هي سفينة سياحية والتي تديرها شركة نرويجيان كروزز. ودخلت في الخدمة في عام 2013.

## نبذة
السفينة إلى جانب شقيقتها نرويجيان قيتواي هما أول سفينتين في «مشروع بريك أواي» التابع لنرويجيان للرحلات البحرية.  واعلن عن إسمها في 14 سبتمبر 2011.  وبدء في بناءها في 21 سبتمبر 2011 حيث جرى الإحتفال بقص أول قطعة من الصلب في حوض بناء السفن ماير ويرفت في بابنبورغ ألمانيا.
تم تسليمها إلى نرويجيان للرحلات البحرية في 25 أبريل 2013، وبعد التسليم غادرت ميناء بريمرهافنن متجهًة إلى روتردام، لبدء عدد من الرحلات التجريبية. وبعد ذلك إنطلقت رحلتها البحرية عبر المحيط الأطلسي من ساوثهامبتون إلى مدينة نيويورك، حيث أقيم حفل التسمية. في 12 مايو 2013 توجهت إلى برمودا لبدء سلسلة رحلات بحرية لمدة سبعة أيام. 
أعيد تموضع السفينة لتنطلق من محطة نيويورك لسفن الركاب في مانهاتن، حيث قامت برحلات بحرية لمدة سبع ليالٍ إلى برمودا (مايو حتى سبتمبر) ورحلات بحرية لمدة سبع ليالٍ إلى جزر الباهاما وفلوريدا (من أكتوبر حتى أبريل). لتكون أكبر سفينة سياحية تتموضع على مدار العام من مدينة نيويورك. على أن تغادر نيويورك لاحقا إلى مناطق أخرى في الولايات المتحدة. 
جُهزت السفينة بأربع محركات رئيسية.اثنين منها من صنع شركة مان طراز B&W 14V48/60CR، كل منهما بقوة 22.520 حصان (16.79 ميجاوات)، والآخران من طراز B&W 12V48/60CR بقوة 19300 حصان (14.4 ميجاوات) لكل منها.

## روابط خارجية
- الموقع الرسمي